# Trey (nome)
Trey  è un nome proprio di persona inglese maschile.

## Origine e diffusione
Riprende un termine medio inglese che significa "tre" (in ultimo dal latino tres, "tre"). Originariamente si trattava di un soprannome usato per le persone che avevano un tre in numeri romani (III) a seguito del nome (un uso che prosegue tuttora); alla sua adozione come nome vero e proprio, era tipicamente usato per i figli terzogeniti.

## Onomastico
Nessun santo porta questo nome, che quindi è adespota; l'onomastico può essere festeggiato il 1º novembre, giorno di Ognissanti.

## Persone
- Trey Anastasio, chitarrista, compositore e cantante statunitense
- Trey Edward Shults, regista, sceneggiatore, montatore e produttore cinematografico statunitense
- Trey Gunn, chitarrista statunitense
- Trey Hollingsworth, politico statunitense
- Trey Lance, giocatore di football americano statunitense
- Trey Lorenz, cantante e compositore statunitense
- Trey Lyles, cestista canadese

## Il nome nelle arti
- Trey Atwood è un personaggio della serie televisiva The O.C..